# Ljubezenska pesem
Ljubezenske pesmi, tudi erotične pesmi, (grško ερος, eros - ljubezen), izpovedujejo ljubezen od najnežnejšega hrepenenja in pričakovanja po ljubljenem bitju preko vseh odtenkov ljubezenske sreče in žalosti, upanja in razočaranja, zvestobe in ljubosumnosti, predanosti in sovraštva, odpuščanja in maščevanja, do največje strasti in zadnje omame.
Velik del ljudskih pesmi poje o ljubezni; o fantovi sreči in prešernosti, o dekliškem pričakovanju in žalosti,. V umetno pesništvo je na Slovenskem ljubezenski motiv uvedel Prešeren in kmalu je erotika postala osrednji navdih vseh naših lirikov Jenka, Levstika, Ketteja, Murna, Cankarja, Župančiča, Gradnika, Grudna in drugih.

## Ljubezenska: erotična pesem
Ljubezenski in erotični literaturi je skupno ljubezensko čustvovanje, ki pa se v obeh kaže različno.
Določnice, ki so specifične samo za erotično pesem: 
- zanjo ni pomembna samo erotična tema, ampak predvsem način njene upesnitve,
- v njej prevladujejo štiri lirske situacije: opis erotičnega srečanja, oznaka objekta oz. subjekta poželenja, erotični nagovor in splošna čustveno - čutna animacija,
- osrednja tema je erotično uživanje,
- prevladovanje telesne komponente razširi besednjak poimenovanja telesnosti,
- vsebuje erotični klimaks, tj. stopnjevanje napetosti s pomočjo retardacijskih elementov,
- konstantni označevalec erotizacije je dinamična, intenzivna energija,
- različica erotične pesmi je erotizirana pesem (kot vmesna stopnja med ljubezensko in erotično pesmijo).